# پاپ ژان بیست‌ودوم
پاپ ژان بیست‌ودوم (به لاتین: Ioannes XXII) یکی از پاپ‌های کلیسای کاتولیک رم بود که در فرانسه به دنیا آمد و از سال ۱۳۱۶ میلادی تا هنگام مرگش در سال ۱۳۳۴ میلادی پاپ بود.

## رویت سعیده
پاپ ژان بیست‌ودوم از جمله افرادی بود که اعتقاد داشت رویت سعیده پس از روز حساب اتفاق می‌افتد. او می‌پنداشت از آنجایی که خدا موجودی کامل است نمی‌تواند پس از آن که رویت سعیده را به شخص نجات یافته‌ای اعطا کرد، در روز حساب در مورد تصمیم پیشین خود مجدداً داوری کند. طبق نظرات او خداوند همچنین نمی‌تواند اشتباه کند تا مجبور شود شخصی را که مورد لطف قرار داده مجدداً از آن محروم سازد. از طرفی برای روح نجات یافتگان مناسب‌تر است پس از اتحاد با جسم در روز حساب، به صورت طبیعی کامل خود نزد خدا وارد شود. او به همین صورت نتیجه می‌گیرد تا آن روز موعود، فعلاً هیچ حسابرسی، پاداش و مجازات و نهایتاً بهشت و جهنمی وجود ندارد. به هر حال چنین آرایی نمی‌توانست مورد هجمه سنگین مخالفان قرار نگیرد.
فیلیپ ششم، پادشاه فرانسه که مجذوب و درگیر موضوع رویت سعیده شده بود، با نوشتن نامه‌ای از سر نگرانی به پاپ ژان بیست‌ودوم، انکار رویت سعیده را نابودگر اعتقاد به شفاعت مریم و قدیسان دانست. در نهایت یک کمیسیون پاپی پس از «بررسی دقیق»، اعلام کرد که معتقد است روح تبرک یافتگان چهره به چهره ذات الهی می‌شود.

## تجمل‌گرایی
در دوران حکومت ژان بیست‌ودوم کلیسای کاتولیک از طرق مختلفی از جمله فروش مناصب، ثروت زیادی حاصل نموده بود. گفته می‌شود ژان بیست‌ودوم برای استفاده شخصی خود، چهل لباس زرین به قیمت ۱۲۷۶ فلورین طلا (هر فلورین ۳.۵ گرم طلا) از دمشق خرید و مقادیر بیشتری صرف تجملات دیگر کرد. همچنین گفته می‌شود هزینه لباس ملازمان او عددی بالغ بر ۷۰۰۰ تا ۸۰۰۰ فلورین در سال بود.